# Belgorod K-329

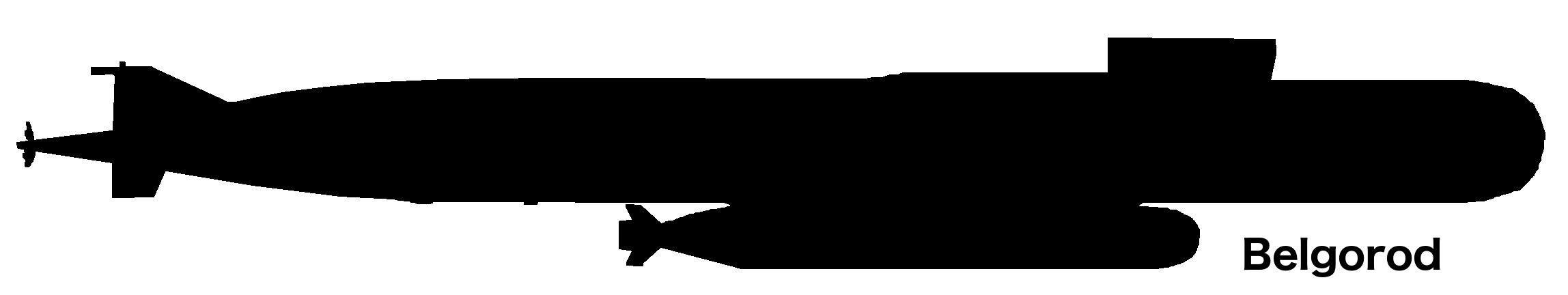
K-329 Belgorod met de Paltus eronder.

K-329 Belgorod (Russisch: БС-329 «Белгород») is de langste kernonderzeeër ter wereld. Hij is 178 m lang, heeft een diameter van 15 meter en 30.000 registerton waterverplaatsing. De Typhoonklasse is 175 m lang maar verplaatst 48.000 ton water. Het schip is een gemodificeerde versie van de Oscarklasse en er is een exemplaar van gebouwd.
Twee OK-650 reactor drukwaterreactoren en twee stoomturbines van 190 MW drijven twee scheepsschroeven aan tot 59 km/h en een onbeperkt bereik. Hij kan 500 meter diep duiken. De bemanning telt 110 koppen.
Hij is bewapend met zes nucleair aangedreven Poseidon langeafstands-torpedo's met elk een kernkop van 100 megaton TNT-equivalent en kan onderaan een Paltus nucleaire miniduikboot projekt 1851.1 meenemen.
De Sevmasj scheepswerf te Severodvinsk legde de kiel op 24 juli 1992, maar door ontwerpwijzigingen van projekt 09852 ten opzichte van de Oscarklasse en vertragingen om financiële redenen gebeurde de tewaterlating uit droogdok pas op 23 april 2019. De onderzeeboot is genoemd naar de stad Belgorod.
Hij is sinds 8 juli 2020 in dienst bij de Noordelijke Vloot van de Russische marine met pennantnummer 664 en thuishaven Severodvinsk.